# Nyugat-Dráva-sík
Nyugat-Dráva-sík este o arie protejată (arie specială de conservare — SAC, sit de importanță comunitară — SCI) din Ungaria întinsă pe o suprafață de 5.178,28 ha, integral pe uscat.

## Localizare
Centrul sitului Nyugat-Dráva-sík este situat la coordonatele 46°10′50″N 17°09′51″E / 46.180556°N 17.164167°E.

## Înființare
Situl Nyugat-Dráva-sík a fost declarat sit de importanță comunitară în mai 2004 pentru a proteja 8 specii de animale. Situl a fost protejat și ca arie specială de conservare în februarie 2010.

## Biodiversitate
Situată în ecoregiunea panonică, aria protejată conține 9 habitate naturale: Păduri panonice cu Quercus petraea și Carpinus betulus, Pajiști cu Molinia pe soluri calcaroase, turboase sau argilos-nămoloase (Molinion caeruleae), Lacuri și iazuri distrofice naturale, Păduri mixte riverane de Quercus robur, Ulmus laevis și Ulmus minor, Fraxinus excelsior sau Fraxinus angustifolia, de-a lungul marilor râuri (Ulmenion minoris), Păduri aluvionare cu Alnus glutinosa și Fraxinus excelsior (Alno-Padion, Alnion incanae, Salicion albae), Cursuri de apă de la nivel de câmpie la nivel montan, cu vegetație Ranunculion fluitantis și Callitricho-Batrachion, Pajiști aluvionare inundabile, de Cnidion dubii, Liziere de ierburi înalte hidrofile de câmpie și de nivel montan până la alpin, Fânețe de joasă altitudine (Alopecurus pratensis, Sanguisorba officinalis).
La baza desemnării sitului se află mai multe specii protejate:
- amfibieni (1): buhai de baltă cu burta roșie (Bombina bombina)
- mamifere (1): vidră de râu (Lutra lutra)
- nevertebrate (5): Cucujus cinnaberinus, Hypodryas maturna, rădașcă (Lucanus cervus), fluturele purpuriu (Lycaena dispar), Maculinea teleius
- reptile (1): țestoasa de baltă (Emys orbicularis)

Pe lângă speciile protejate, pe teritoriul sitului au mai fost identificate 3 specii de amfibieni, 1 specie de mamifere, 4 specii de nevertebrate.